# ファイティング・キッズ
『ファイティング・キッズ』（原題：Gladiator）は、1992年制作のアメリカ合衆国の映画。ボクシングに打ち込む少年たちの姿を描いた青春ドラマ。『ロッキー』や『レイジング・ブル』などを手掛けたジム・ニッカーソンがボクシング指導を担当している。

## あらすじ
トミーは父ジョンと共にシカゴへ引っ越してきた。だが、転校先の高校でショートカット率いるグループからいやがらせを受ける。級友のドーンとロマーノ、それに別のグループのリンカーンはトミーに味方する。
しかしある日、父ジョンが博打で作った多額の借金を残して蒸発してしまう。トミーは借金返済のため皿洗いのバイトを始めるが、ショートカットの手下に見つかり喧嘩になる。そこへ通りかかったボクシングのプロモーターのジャックに見出されたトミーは、ホーンが取り仕切る闇の賭けボクシングの世界に身を投じることになる。

## キャスト
※括弧内は日本語吹替。
- トミー・ライリー：ジェームズ・マーシャル（宮本充）
- リンカーン：キューバ・グッディング・ジュニア（星野充昭）
- ホーン：ブライアン・デネヒー（池田勝）
- パピー・ジャック：ロバート・ロッジア（青野武）
- ノア：オジー・デイヴィス（藤本譲）
- ドーン：カーラ・ブオノ（伊藤美紀）
- ジョン・ライリー：ジョン・ハード（金尾哲夫）
- ロマーノ：ジョン・セダ[4]（小形満）
- ショートカット：ランス・スローター（山寺宏一）
- スピッツ：T・E・ラッセル（島田敏）